# Гулівці (село)
Гу́лівці — село в Україні, у Білогірській селищній територіальній громаді Шепетівського району Хмельницької області. Розташоване на річці Горинь.

## Населення
Населення села за переписом населення України 2001 року року становило 527 осіб, в 2011 році — ▼464 особи.
У 2020 році чисельність населення становила ▼453 осіб.

## Історія
Станом на 1885 рік у колишньому власницькому селі Ляховецької волості Острозького повіту Волинської губернії мешкала 521 особа, налічувалось 59 дворів, існували православна церква, школа, постоялий будинок.
За переписом 1897 року кількість мешканців зросла до 1123 осіб (559 чоловічої статі та 564 — жіночої), з яких 826 — православної віри та 293 — розкольників.Історія сіл Гулівці, Жижниківці, Синютки. Згадка в історичних книгах Речі Посполитої (dir.icm.edu.pl/pl/Slownik_geograficzny/Tom_XIV/925)
Гулівецька сільська рада з центром в селі Гулівці розташована на відстані 7 км від смт Білогір'я і за 3 км від залізничної станції Жижниківці. На території, підпорядкованій сільраді, знаходяться три села: Гулівці, Жижниківці, Синютки.
Село Жижниківці розташоване на лівому березі річки Горинь у низині. Село розділене на дві частини дорогою, яка веде з Гулівець в райцентр. Через село проходить залізниця «Тернопіль-Шепетівка». Площа населеного пункту — 105 га, кількість господарств — 121, чисельність населення — 285 чоловік.
У давні часи територія сучасних сіл була вкрита віковічними лісами. Наприкінці ХІІІ ст. поблизу р. Горинь осіли перші поселенці, спорудивши сім хат. Своє поселення, як свідчать перекази, вони називали слов'янським словом «Жизнь», від чого, очевидно, і походить сучасна назва Жижниківці. У 1360-ті роки місцевість була підкорена литовськими, а пізніше-польськими землевласниками.
У 1905 р. в Жижниківцях та навколишніх селах відбулись селянські заворушення, які очолили учасники Цусімської битви на кораблі «Полтава» Ф. Касянчук та Р. Смиковський. Обидва були заарештовані і відправлені до в'язниці.
У 1910 р. в Жижниківцях було споруджено початкову школу(приміщення школи збереглось до цьогодення). У 1914 р. розпочато будівництво залізниці Шепетівка-Ланівці-Тернопіль, яка діє до теперішнього часу. 
7 (20) листопада 1917 року, відповідно до Третього Універсалу Української Центральної Ради, увійшло до складу Української Народної Республіки.
У роки гітлерівської окупації на станції Жижниківці у вересні 1943 р.було створено підпільну групу на чолі із залізничником І. Д. Коваленком. У лютому 1944 р. за активну участь населення у партизанському русі гітлерівські окупанти майже повністю знищили Синютки і частково Гулівці та Жижниківці.
Відомим уродженцем с. Жижниківці був Іван Олексійович Ткачук (1919–1945 р.). Після закінчення середньої школи та Орловського бронетанкового училища він з жовтня 1941 року брав участь у воєнних діях проти німецько-нацистських загарбників. В роки Великої вітчизняної війни командував взводом, ротою, батальйоном. В 25 років став командиром полку. Воював на Західному, Донському, 1-му Українському фронтах. За мужність і героїзм, проявлені у боротьбі з ворогом, був нагороджений орденом Леніна, орденом Червоного прапора, орденом Червоної Зірки, медаллю «За відвагу». 3 лютого 1945 р. майор Ткачук згорів у танку. Очевидці свідчать: на третій день бою Іван Олексійович, знаходячись у танку, який був підбитий, наказав полку піти в обхід ворога, а на себе прийняв головний удар німецької танкової колони. Він бився до останнього снаряда і власноруч знищив три німецькі «тигри». За героїчні подвиги і вміле керівництво боєм указом Президії Верховної Ради СРСР від 10 квітня 1945 р. командиру 126-го танкового полку 6-го гвардійського механізованого корпусу 4-ї гвардійської армії, гвардії майору Ткачуку Івану Олексійовичу було посмертно присвоєно звання Героя Радянського Союзу.
У нагородному листку викарбувано: «В лютому 1945 року танковий полк під командуванням майора Ткачука форсував річку Одер під містом Гернштадт, захопив плацдарм, утримував його до приходу наших головних сил, успішно відбивав атаки противника. В бою полк знищив: 64 німецьких танки, 7 артилерійських установок, 24 кулемети. 28 бронетранспортерів, 111 автомашин, 170 повозок з вантажем, пароплав з баржею, 1320 солдатів і офіцерів».
За радянської влади в селі був побудований дитячий садок- один на три села, колгоспна ферма. Неподалік від з/д станції діяли кар'єри, пісок з яких раніше відправлявся до різних куточків колишнього Радянського Союзу. Один з кар'єрів (найстаріший) засаджений хвойними деревами, два інші зайняті водоймами, де зараз розводять рибу.
В 90-х роках 20 століття розпочато будівництво підвідного газопроводу до села, яке розтягнулося на довгі роки. За ініціативи гр. В.Швайдецького в 2002 році розпочалась газифікація села за внески жителів, яка завершилася 2004 року.
Гулівці розташовані на правому березі річки Горинь. Площа населеного пункту — 289 га, кількість господарств — 205, кількість населення — 521 чол.
Село Гулівці під назвою Гулів вперше згадується в історичних документах Острозького повіту 1545 р.
Пан, що колись керував селом, влаштовував гуляння(«гульки») і розваги для місцевої знаті. Звідси, мабуть, походить назва села. Панський маєток був побудований за селом, на височині серед лісу. Тепер місце, де був маєток, можна знайти лише по невеликих горбках(залишки будівель) та по невеликій ямі, що зосталася від 40 — метрової глибини колодязя.
Під час визвольної боротьби багато місцевих селян виступили на стороні військ Б.Хмельницького. В 1681 р. навколишні землі були продані воєводі російському і коронованому гетьманові польському Станіславу Яблуновському.
У 18 — на початку 19 ст. навколишні землі належали князям Сапегам. Але за участь у польському повстанні 1830—1831 рр. Сапега був позбавлений права на місцеві маєтки. Спочатку місцеві землі були передані відомству Міністерства Державних маєтностей, а згодом — в оренду російському офіцеру І. Борисовичу.
У липні 1920 р. село було остаточно окуповане більшовиками.
1930 р. збудовано Гулівецьку школу, яка діяла до 2009 року. Після громадянської війни в Гулівцях не було сільради, а всі справи розглядали виконавці із Соснівки.
У 1930-ті рр. під сільську раду було виділено хату розкуркуленого жителя поряд з теперішнім будинком. Першим головою Гулівецької сільради був І. Д. Антонюк(за розповідями старожилів).
Дружина його працювала вчителькою у Синютецькій початковій школі, що тоді була розміщена в хаті місцевого священика. Нове приміщення ради було збудоване на початку 1950-х років. В 1967 році на честь 50-річчя Жовтневої революціх відкрито нове приміщення будинку культури (побудований силами колгоспому (голва Зборавський))і магазину (діють і зараз).
З початку 1970 х рр. у Гулівцях діяв колгосп під новою назвою «Зоря». Сьогодні на території сільради діє будинок культури (з 1967 р.), ФАП, побудований спілкою селян «Зоря» у 1989 р., Гулівецька школа І-ІІІ ступенів. У 1986 році с/с «Зоря» розпочато будівництво нової школи, яке в 1995 році було заморожене. За спияння Фонду Соціальних інвестицій та внесків жителів сільради в 2003 році перероблено проєкт школи під сучасні і економічні вимоги. У 2007 році знову розморожене будівництво школи, яка була відкрита 1 вересня 2009 року. За ініціативи тодішнього сільського голови Вадима Школьніка у 2002 році розпочато будівцицтво Свято-Михайлівського храму Української Православної Церкви. За сприянням благодійних внесків у 2007 р. будівництво завершилося. Стару Церкву було розібрано під час колективізації у 30-х роках і зараз про неї нагадує тільки хрест встановлений на її місці за 50 м від в"їзду в село зі сторони Білогір'я з лівої сторони.
Також за ініціативи сільського голови В.Школьніка в 2004 році була розпочата газифікація с. Гулівці, а далі с. Синютки (голова комітету Т.Заїка) за кошти громадян, які побажали проводити в свої оселі блакитне паливо. І блакитний вогник загорівся в оселях наприкінці 2005 року.
Село Синютки розташоване по обидва боки гребеневого пагорба, що розділяє село на дві частини, на правобережжі Горині. Площа населеного пункту — 162 га, кількість господарств — 105, кількість населення — 254 чол. Назва села походить від прізвища пана Сенюти, якому належало село у свій час.
У 1360-ті роки місцевість була підкорена литовськими. А пізніше — польськими землевласниками.
Протягом 1442—1497 рр. поселення не раз були спустошені татарськими набігами.
У 16 ст. навколишні землі стали володіннями князів Сенют. Від цього прізвища походить сучасна назва села Синютки. За селом на пагорбі серед лісів був побудований великий замок князя Сенюти, від якого було прокладено декілька підземних ходів. Один з яких вів під річкою Горинь до Ляховецького(зараз Білогірського)костьола-монастиря і далі до замку біля смт. Ямпіль(Білогірський р-н) від якого до наших часів збереглася тільки одна вежа, а другий виходив на пагорбі в лісі с. Гулівці(панський маєток). Від замку через заплаву річки Горинь до села Корниця був прокладений підвісний міст з мотузків і бичачих шкур, по якому пани переправлялися на ярмарок до Корниці.
Існує переказ, що своє багатство Сенюта заповідав на побудову церкви і наклав на сховище закляття: «Та людина, яка з недобрими намірами відкриє вхід до скарбу, відкриє смерть для всіх навколишніх сіл на десятки кілометрів». У 1970-х рр. на території колишнього замку виявлено поклади уранової руди. Мабуть, ще в ті часи Сенюта знав про смертельну дію цієї руди. Вже понад два століття замок зруйнований, а на його місці є лише залишки великих каменів та три вікові дерева, що за переказами позначали місця до підземних ходів. Саме місце зараз люди називають — Замчисько.
У 1910—1912 рр. В селі Синютки була збудована початкова школа, приміщення якої в напівзруйнованому стані збереглося до сьогодення. В лютому 1944 р. село Синютки було майже повністю спалене гітлерівськими окупантами — залишилась одна мурована хата (після війни в ній до 80-х років був магазин (збереглася дотепер)) і хлів на другому кінці села. За бойові подвиги на фронтах Німецько-радянської війни 218 жителів сіл нагороджено орденами і медалями.
Старожил села Синютки Стецюк Євдокія народилася в 1904 році, живе досі.
Село Гулівці постраждало від комуністичного терору і голодоморів. На Білогірщину початок колективізації припав на 1929 рік і станом на 10 червня 1932 року чисельність колгоспів сягнула 52 одиниці із 24086 га орної землі при 39913 га угідь. Ця чисельність, не враховуючи часів війни, протрималась до початку 1949 року. Утворення господарств йшло по адміністративному принципу, тобто село-колгосп. В деяких селах в певні часи могло бути і декілька господарств. На ті часи назви господарств могли змінюватись по декілька разів на рік, як і керівники господарств. Зустрічались також випадки однакових назв господарств одночасно.
Станом на 1.01.1949 року район поділявся на дві Білогірську та Лепесівську МТС, кожна з яких мала по 26 господарств, а саме: І. По Білогірській МТС: Ім. Хрущова в селі Гулівці.З 1950 року розпочалось масове укрупнення колгоспів. В Гулівцях, після приєднання Жижниковець та Синюток колгосп ім. Хрущова в 1958 перейменувався в ім. Шевченка, а з 1968 став носити назву «Зоря». В 2007 році в Гулівцях працювало товариство «Жовтнева Нива» керівник Рожик Микола Феофанович
Списки меморіалу:
Танащук Николай Ильич (варианты ФИО: Никифор Георгий Сергеевич). Родился в 1935 г., с. Гулевцы Белогорского р-на Хмельницкой обл.; украинец; колхозник. Проживал: УССР, Хмельницкая, Белогорский, Гумовцы.Арестован 3 апреля 1957 г. Приговорен: Хмельницким облсудом 28 мая 1957 г., обв.: 54-10 ч.1 УК УССР. Приговор: к 10 г. ИТЛ. БЕЖАЛ 19.09.1957. В 1958 В/СУДОМ ГССР ОСУЖД. ПО СТ.82. ОСВ. 06.02.1971 РЕАБІЛІТОВАНИЙ.
Ред. Володимир з дому Танащуків-Шейбсак
12 червня 2020 року, відповідно до розпорядження Кабінету Міністрів України № 727-р «Про визначення адміністративних центрів та затвердження територій територіальних громад Хмельницької області», увійшло до складу Білогірської селищної громади.
19 липня 2020 року, в результаті адміністративно-територіальної реформи та ліквідації Білогірського району, село увійшло до складу новоутвореного Шепетівського району.